# Albtrauf Kohlberg
Das Landschaftsschutzgebiet Albtrauf Kohlberg ist ein mit Verordnung der Unteren Naturschutzbehörde beim Landratsamt Esslingen vom 28. Dezember 1992 ausgewiesenes Landschaftsschutzgebiet (LSG-Nummer 1.16.064) am Albtrauf im Gebiet der baden-württembergischen Gemeinde Kohlberg. 

## Lage
Das 29,0 Hektar große Gebiet liegt am Nordfuß des Jusi und gehört naturräumlich zum Mittleren Albvorland. Es liegt südlich der Gemeinde Kohlberg und grenzt an das Naturschutzgebiet Nr. 1192 Jusi-Auf dem Berg.

## Schutzzweck
Wesentlicher Schutzzweck ist die Sicherung und langfristige Erhaltung des Jusihangfußes in seiner natürlichen Eigenart und damit der typischen Erscheinungsform dieses weithin sichtbaren und geologisch wertvollen Bergs vulkanischen Ursprungs. Außerdem dient es dem Naturschutzgebiet als Ergänzungsfläche.